# 1113
1113 (MCXIII) je bilo navadno leto, ki se je po julijanskem koledarju začelo na sredo.

## Dogodki

### Evropa
- 16. april - Kijevska Rusija: po smrti kijevskega velikega kneza Svjatopolka II. sledijo upori zaradi špekuliranja oficialov in trgovcev z živili. Red in oblast zagotovi Svjatopolkov dotedanji rival in bratranec Vladimir II. Monomah.
- Anglija: posvetitev avguštinskega samostana v Bridlingtonu, grofija Yorkshire, danes anglikanska Priorska crkev sv. Marije.
- Kastilija: neuspešen poskus kastiljske regentinje Urake, da bi se polastila trdnjave Burgos, ki jo brani zdaj že bivši soprog Alfonz I. Aragonski. Ker se Alfonz uspešno izogiba papeškemu nunciju, ki bi mu moral izročiti dokument o ničnosti poročne pogodbe, sta pravno gledano še vedno v zakonski zvezi.
- Teolog Anzelm iz Laona iz svoje biblične šole izključi Abelarda.

### Bližnji vzhod
- 10. december - Po smrti Ridvana, seldžuškega emirja mesta Alep nasledi najstniški sin Al-Akhras. Alep nikoli več ne zbere omembe vredno vojsko za boj proti križarjem.
- Papež Pashal II. potrdi ustanovitev vojaškega Meniškega reda svetega Janeza, krajše poimenovan Hospitalci, Ivanovci, danes Malteški viteški red.
- Jeruzalemski kralj poskuša razveljaviti zakon z armensko plemkinjo Ardo, s katero se je poročil v Edesi in jo kasneje, ko je postal jeruzalemski kralj, nagnal v samostan. Kljub temu da papež ne razveljavi prejšnjega zakona, latinski patriarh Arnulf iz Chocquesa ugodi ponovni poroki kralja Balduina z bogato sicilsko regentinjo Adelasijo del Vasto.
- Edeški grof Balduin II. preda baronu Joscelinu de Courtenayu trdnjavo Turbesel. Nedolgo zatem se spreta in Balduin II. nažene Joscelina.↓
- → Jeruzalemski kralj Balduin I. kompenzira Joscelina z nazivom kneza Galileje.

### Daljni vzhod
- Kmerski kralj Surjavarman II., ki je nasledil umrlega Dharanindravarmana I., začne graditi tempelj Angkor Wat.

## Rojstva
- 11. januar - Wang Chongyang, kitajski daoistični učenjak, utemeljitelj Quanzhenske šole († 1170)
- 24. avgust - Godfrej VII. Plantagenet, anžujski grof, normanski vojvoda († 1151)

Neznan datum
- Stefan Nemanja, veliki župan Raške in začetnik vladarske dinastije Nemanjićev († 1199)
- Tihomir Srbski, veliki župan Raške († 1171)
- Jaufre Rudel, okcitanski trubadur († 1148)
- Rajmond Berengar IV., barcelonski grof († 1162)
- Kilič Arslan II., seldžuški sultan Ruma († 1192)

## Smrti
- 13. april - Ida Lorenska, grofica Boulogne, svetnica (* 1039)
- 16. april - Svjatopolk II., kijevski veliki knez (* 1050)
- 8. julij - Zbignjev, poljski vojvoda (* 1073)
- 4. avgust - Gertruda Saksonska, holandska grofica in regentinja (* 1030)
- 10. december - Radvan, emir Alepa

Neznan datum
- Dharanindravarman I., kmerski kralj
- Vujašu - poglavar džurčenskega plemena Vanjan (* 1061)